# جيمي ميلر (كاتب)
جيمي ميلر (بالإنجليزية: Jimmy Miller)‏ (و. 1942 – 1994 م) هو منتج أسطوانات، وموسيقي، وشاعر غنائي، وكاتب أغاني، وعازف بيانو أمريكي، ولد في بروكلين، توفي في دنفر، عن عمر يناهز 52 عاماً، بسبب مرض الكبد.

## روابط خارجية
- جيمي ميلر على موقع IMDb (الإنجليزية)
- جيمي ميلر على موقع ميوزك برينز (الإنجليزية)
- جيمي ميلر على موقع أول ميوزيك (الإنجليزية)
- جيمي ميلر على موقع ديسكوغز (الإنجليزية)